# Lloyd Pierce
Lloyd Daniel Pierce (ur. 11 maja 1976 w San Jose) – amerykański koszykarz, występujący na pozycji rozgrywającego, po zakończeniu kariery zawodniczej – trener koszykarski, obecnie asystent trenera Indiana Pacers. 
1 marca 2021 opuścił stanowisko głównego trenera Atlanty Hawks, by zostać asystentem w Indiana Pacers. 
Doświadczenie zdobyte jako wieloletni asystent przyczyniło się do zakontraktowania Pierce'a w charakterze szkoleniowca Atlanty Hawks.

## Osiągnięcia
Na podstawie, o ile nie zaznaczono inaczej.

### Zawodnicze
NCAA
- Uczestnik rozgrywek:
  - II rundy turnieju NCAA (1996)
  - turnieju NCAA (1995, 1996)
- Mistrz sezonu regularnego konferencji (1995, 1996, 1997)

### Trenerskie
- Uczestnik mistrzostw świata (2019 – 7. miejsce – jako asystent trenera)[5]